# 韓国のフライドチキン
韓国のフライドチキン（かんこくのフライドチキン）では、大韓民国（韓国）のフライドチキンについて述べる。
韓国では、通常フライドチキンは「チキン（ハングル: 치킨; RR: chikin; lit. chicken）」と呼ばれ、韓国で作られた様々な鶏肉の揚げ物を指す。これには基本的なフライドチキン（ハングル: 후라이드 치킨; RR: huraideu-chicken; lit. fried chicken）と甘辛いヤンニョムチキン（ハングル: 양념 치킨; RR: yangnyeom chicken; lit. seasoned chicken）が含まれている。韓国では、フライドチキンは食事、前菜、アンジュ（飲み物と一緒に提供され一緒に飲み食いする食べ物）、食後のおやつとして食べられている。
ニューヨーク・タイムズのジュリア・モスキンは、韓国のフライドチキンを「薄くて、カリカリしていて、ほとんど透明な皮」と表現した。鶏肉は通常、揚げる前と揚げた後に香辛料、砂糖、塩で味付けされる。韓国のフライドチキン専門店では、一般的に小型か中型のニワトリが使用され、これらの若いニワトリの方が肉が柔らかくなる。揚げた後、ソースは鶏肉に薄く均一に塗るために、通常はブラシを使って手作業で塗られる。韓国のフライドチキンでは、角切りダイコンの酢漬け（チキンム）とビール（あるいは炭酸飲料）がよく一緒に提供される。

## 用語
朝鮮語でチキン（ハングル: 치킨; RR: chikin）と発音される単語はフライドチキンを指し、ニワトリは「タク（ハングル: 닭; RR: dak）」と呼ばれる。この表現は、フライドチキン（英語: fried chicken）の音訳「プライドゥチキン（ハングル: 프라이드 치킨; RR: peuraideu chikin）」の短縮形である。国立国語院によると、チキン（ハングル: 치킨; RR: chikin）という単語は「細かく刻んだ鶏肉に小麦粉をまぶした後に、揚げたり焼いたりして作る料理」を指す。細かく刻まずに揚げたフライドチキンは「トンダク（ハングル: 통닭; RR: tongdak; lit. whole chicken）」と呼ばれるが、チキンとトンダクはどちらも「タクティギム（ハングル: 닭튀김; RR: dak-twigim; lit. chicken fritter）」と呼ばれることもある。
短縮形でないプライドゥチキンは、正しい音訳であるにも関わらず、韓国ではあまり一般的ではない。より一般的に使用されている形のフライドゥチキン（ハングル: 후라이드 치킨; RR: huraideu-chikin）は、1970年代は日本統治時代の影響が残っていたことから、日本語のフライドチキンから借用した可能性がある。フライドゥチキンは「フライドゥ（ハングル: 후라이드; RR: huraideu）」と省略されることが多く、揚げた後に味付けをしない鶏肉の揚げ物を指す。これはヤンニョムチキン（ハングル: 양념 치킨; RR: yangnyeom-chikin; lit. seasoned chicken）と区別するためによく用いられる。国立国語院はフライドゥチキンを慣用名として認めず、プライドゥチキンという音訳の使用を主張し、さらに洗練された形のタッコギティギム（ハングル: 닭고기 튀김; RR: dakgogi-twigim; lit. chicken meat fritter）とすることを提案している。

## 歴史

### 近世以前
鶏肉を揚げる調理法は15世紀には既に存在していたことから、鶏肉の揚げ物は高麗時代から作られていたと推定される。
李氏朝鮮時代初期の「ポゲ」（ハングル: 포계; RR: pogye）という鶏肉の揚げ物はカンジャン、ごま油、水溶き小麦粉、酢を順に鶏肉にかけながら油でソテーしてチョウリされていた。

### 現代

#### 第二共和国期以降
韓国で鶏肉を食べることが流行し始めたのは、1960年代後半にソウルの明洞栄養センターが電気オーブンで焼いた丸鶏の販売を開始したときに始まった。
韓国で現代的なフライドチキンが登場し始めたのは、食用油が広く普及した1970年代になってからであった。韓国で最初の現代的フライドチキンのフランチャイズのリムスチキンは、1977年にソウルの忠武路にある新世界百貨店本店地下でユ・ソクホによって設立された。現代的フライドチキンは生ビールによく合う食べ物として受け入れられ、この組み合わせを指すチキンとビールを指す朝鮮語の「メクチュ（ハングル: 맥주; ハンチャ: 麥酒; RR: maekju）」のかばん語「チメク」が生まれた。
有名な甘辛い味付けのヤンニョムチキンは、1982年に大邱でフライドチキン専門店（後にメキシコ風チキン専門店に改装）を経営していたユン・ジョンゲによって生み出された。彼は客がフライドチキンの硬くてカリカリした層を噛むのに苦労し、口蓋を傷つけるなどの不便を感じていることに気が付いた。彼は伝統的なフライドチキンに工夫を加えて鶏肉の硬い殻を柔らかくし、甘辛い味付けにすることでより多くの客を満足させることを決心した。
1984年にケンタッキーフライドチキンが韓国に初上陸したことで、さらにフライドチキンが普及した。

#### 第六共和国期以降
1990年代後半のアジア通貨危機によって、解雇された労働者がチキン専門店を開業し、フライドチキンを販売する飲食店の数が増加した。近年、韓国の市場飽和により、メキシカーナチキン、ジェネシスBBQ、キョチョンチキン、ペリカナチキンなどの韓国の大手フライドチキンチェーンの多くがアメリカ、中華人民共和国、カナダ、東南アジアに新たな拠点を構えて事業を拡大している。
2013年までに、韓国には20,000以上のフライドチキンを提供するチキン専門店があり、2017年には36,000店にまで増加した。韓国で消費される鶏肉のほぼ3分の1は揚げ物として消費されており、スミソニアン博物館はこれを「どこにでもある食べ物」と呼んでいる。
COVID-19のパンデミックの間、国際チェーンのボンチョンは店舗を増やし続けた数少ないレストランチェーンの一つであった。
韓国では企業を早期退職した中高年が開業資金のかからないフライドチキン店を開業するケースが多いが、市場は飽和状態で競争が激化しているために廃業に追い込まれる人も多く、社会問題として取り上げられている。

## 種類

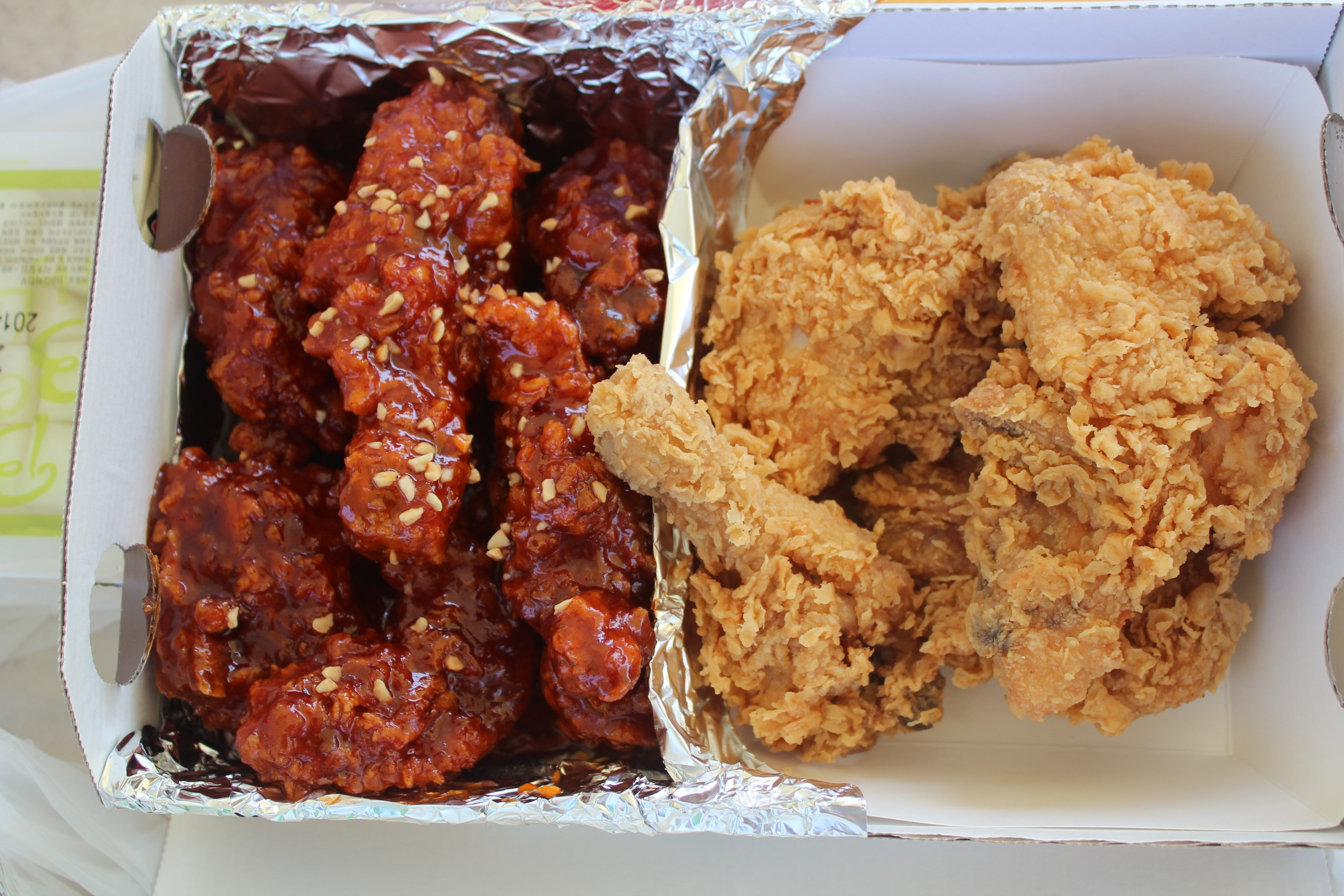
バンバンチキン（半分が味付きでもう半分が通常）

### 味付け
- フライドゥチキン（ハングル: 후라이드 치킨; RR: huraideu-chikin; lit. fried chicken） - 単に「フライドゥ（ハングル: 후라이드; RR: huraideu）」と呼ばれることも多い基本的なフライドチキン。
- ヤンニョムチキン（ハングル: 양념 치킨; RR: yangnyeom-chikin; lit. seasoned chicken） - コチュジャンベースの甘辛いソースで味付けしたフライドチキン[1]。
- バンバン（ハングル: 반반; ハンチャ: 半半; RR: banban; lit. half-half） - 「ヤンニョムバン、フライドゥバン」（ハングル: 양념 반, 후라이드 반; RR: yangnyeom ban, huraideu ban; lit. half yangnyeom, half huraideu）の短縮形で、半分が味付きでもう半分が通常のフライドチキンを指すことが多い[24]。
- カンジャンチキン（朝鮮語版）（ハングル: 간장 치킨; RR: ganjang-chikin; lit. soy sauce chicken） - カンジャンベースの甘くて風味のあるソースで味付けしたフライドチキンで、ニンニクを入れることも多い[25]。
- パダッ（朝鮮語版）（ハングル: 파닭; RR: padak; lit. scallion chicken） - フライドチキンに薄く千切りにしたネギを載せたりかけたりしたもの[1][26]。
- ハニーチキン（ハングル: 허니 치킨; RR: honey-chikin; lit. honey sauce chicken） - カンジャンをベースとした味付けだが、蜂蜜を加えることでより甘く粘り気のあるフライドチキン[27]。

### 見た目
- トンダク（朝鮮語版）（ハングル: 통닭; RR: tongdak; lit. whole chicken） - イェンナルトンダク（ハングル: 옛날통닭; RR: yennal-tongdak; lit. old-time whole chicken）とも呼ばれ[28]、1970年代風の丸鶏を油で揚げたもの[1]。
- スンサルチキン（朝鮮語版）（ハングル: 순살 치킨; RR: sunsal-chikin; lit. pure flesh chicken） - 骨なしチキン[1]。

## ブランド
- BBQ Chicken[29]
- ボンチョンチキン（英語版）
- キョチョン（朝鮮語版）
- ネネチキン（朝鮮語版）
- ペリカナチキン（朝鮮語版）
- ボンズチキン（英語版）[30]